# Taller Torres García
El Taller Torres García fue creado como La Escuela del Sur por el maestro Joaquín Torres García en 1942 en Montevideo. Funcionó como taller de trabajo y de enseñanza colectiva de arte y pintura basada en el Universalismo constructivo. Debido al gran destaque de sus alumnos y seguidores, el taller se convirtió en un movimiento artístico uruguayo con destacada identidad propia.

## Historia
En 1935 Joaquín Torres García creó la Asociación de Arte Constructivo, que funcionó como centro de estudios de arte a su cargo hasta 1940. El 26 de enero de 1943 se realizó la primera reunión del Taller Torres García (T.T.G.) en el local de la calle Abayubá 2763 de Montevideo. En julio del mismo año, Torres García anuncia a sus alumnos como práctica exclusiva del taller una pintura basada en la línea, la geometría y planos de color en estructura áurea, donde cada alumno podrá realizar sus investigaciones personales pero sin apartarse de la premisa.

“He dicho Escuela del Sur, porque en realidad, nuestro norte es el Sur. No debe haber norte, para nosotros, sino por oposición a nuestro Sur. Por eso ahora ponemos el mapa al revés, y entonces ya tenemos justa idea de nuestra posición, y no como quieren en el resto del mundo. La punta de América, desde ahora, prolongándose, señala insistentemente el Sur, nuestro norte.”
Joaquín Torres García. Universalismo Constructivo. Ed. Poseidón, Buenos Aires, 1941.

En septiembre de 1943 realizan la exposición Plástica constructiva elementarista en el Ateneo de Montevideo, durante la inauguración los alumnos del taller reparten volantes con el manifiesto constructivista. Entre los alumnos del taller se encontraban: Julio U. Alpuy, Elsa Andrada, Daymán Antúnez, Sergio de Castro, Gonzalo Fonseca, Jonio Montiel , Héctor Ragni, Berta Luisi y los hijos del maestro Augusto y Horacio, entre varios otros.
En 1945 Julio Alpuy comienza a dar clases en el T.T.G. de acuerdo a las normas torresgarcianas impartidas por su maestro y se inaugura el Salón Permanente de Exposiciones en el subsuelo de la Librería Salamanca (primer nombre de la hoy Librería Linardi y Risso). 
En 1946 el local de enseñanza se trasladó al subsuelo del Ateneo de Montevideo, en la exposición inaugural participaron 52 artistas con más de 500 obras. Alpuy quedó a cargo de las clases luego del fallecimiento de Joaquín Torres García en 1949. En 1951 José Gurvich comenzó a dictar clases, y también lo hicieron Horacio y Augusto Torres, Manuel Pailós y Gonzalo Fonseca. Desde el comienzo realizaron numerosas exposiciones, publicaciones y actividades de divulgación del constructivismo. En 1967 finalizó la actividad del taller en el subsuelo del Ateneo, que pasó a ser sede del Museo Torres García antes sito en Avenida 18 de julio de 1903. En 1975 el Ateneo finalizó el contrato con el museo y finalizó la actividad hasta la reapertura de la nueva sede del museo en la Ciudad Vieja de Montevideo.
Los integrantes del T.T.G. continuaron dando clases de pintura de acuerdo a los preceptos constructivistas en sus propios talleres hasta finales del siglo XX.

## Removedor
Desde 1945 y hasta mayo de 1950, el T.T.G. editó la revista Removedor Archivado el 20 de agosto de 2016 en Wayback Machine.. Se publicaron 26 números bimensuales y luego dos números especiales, uno en diciembre de 1950 y otro en agosto de 1953. Fue la continuación de la revista editada por Torres García "Círculo y cuadrado" Archivado el 20 de agosto de 2016 en Wayback Machine., pero en este caso a cargo de los integrantes del taller, como órgano difusor de las actividades que realizaban y la promulgación de la doctrina constructivista. La edición estaba a cargo de Guido Castillo y el propio Torres García.

## Integrantes del taller
Toda una generación de artistas uruguayos fue formada en el T.T.G. ya sea directamente del maestro Torres García o de los artistas que lo sucedieron en sus enseñanzas.
Como colectivo realizaron 28 de los 35 murales del pabellón Martirené del Hospital Saint Bois en 1944. En estos murales participaron Julio Alpuy, Elsa Andrada, Daymán Antúnez, Esther Barrios de Martín, María Elena García Brunel, Josefina Canel, Sergio de Castro (artista argentino), Gonzalo Fonseca, Luis Gentieu, Andrés Moskovics, Teresa Olascuaga, Juan Pardo, Héctor Ragni, Quela Rovira, Luis San Vicente, Daniel de los Santos, Alceu Ribeiro, Augusto Torres y Horacio Torres.